# Военна доктрина
Военната доктрина е система от общи насоки за действие на въоръжените сили, целящи да стандартизират военните операции и да улеснят поддържането на военна готовност чрез установяването на общи начини за постигане на военни цели. Военните доктрини обединяват елементи на теория, история, експериментални данни и практика и представляват меродавен текст за начина на провеждане на операции от въоръжените сили, като задава и общата лексика, която да бъде използвана при военното планиране и командване.